# Église du Saint-Esprit de Margao
L’église du Saint-Esprit est un édifice religieux catholique de Margao, à Goa, en Inde. Une première église construite par les Jésuites en 1564 fut remplacée en 1675 par l’édifice actuel, de style baroque colonial portugais. L’église est le lieu de culte de la paroisse catholique principale de la ville de Margao, chef-lieu du district de South-Goa.

## Histoire
Déjà bourg important avant l’arrivée des portugais, Margao reçut la visite des Jésuites du collège de Rachol à partir de 1563. L’évangélisation du district de Salcete leur était confiée. Il y eut rapidement une communauté de 6000 catholiques, pour lesquels il était important de construire un lieu de culte.  
Le site où serait construite l’église fut choisi par l’archevêque de Goa lui-même, Dom Gaspar Leao Pereira, lors d’une de ses visites pastorales.  Le premier édifice religieux est construit en 1564. Après église et école, un hôpital est construit en 1568 confié au frère jésuite (et médecin) Pedro Afonso. Cependant les incursions répétées de l’armée de l’Adilshah de Bijapur obligent plusieurs fois les Jésuites à se réfugier dans le fort de Rachol. Église et école sont détruites, mais l’hôpital est épargné.
En 1576 une école pour l’étude de la langue konkani est également ouverte près de l’église. Elle était au service des missionnaires. De tous les curés qui se sont succédé jusqu'en 1759 – lorsque les Jésuites furent expulsés du Portugal et de ses colonies – Le jésuite anglais Thomas Stephens est le plus célèbre d’entre eux. Excellent linguiste et grand promoteur de la langue konkani il est l’auteur de Christa Puran’.
L’église actuelle, dédiée au Saint-Esprit, est, semble-t-il, le cinquième édifice construit sur le même site... Elle fut achevée en 1675. 

## Patrimoine
- Le fronton de la façade est illustré d’un médaillon de grande dimension décrivant la scène de la Pentecôte, la descente du Saint-Esprit. Sous une colombe déployée qui domine, au faîte de l’édifice.
- La chaire de vérité est de style baroque tardif. Sous son auvent : une peinture de saint François Xavier, en prédicateur.
- Un autel latéral est dédié à saint Michel. Il est surmonté d’un retable rococo avec la statue de l’archange.

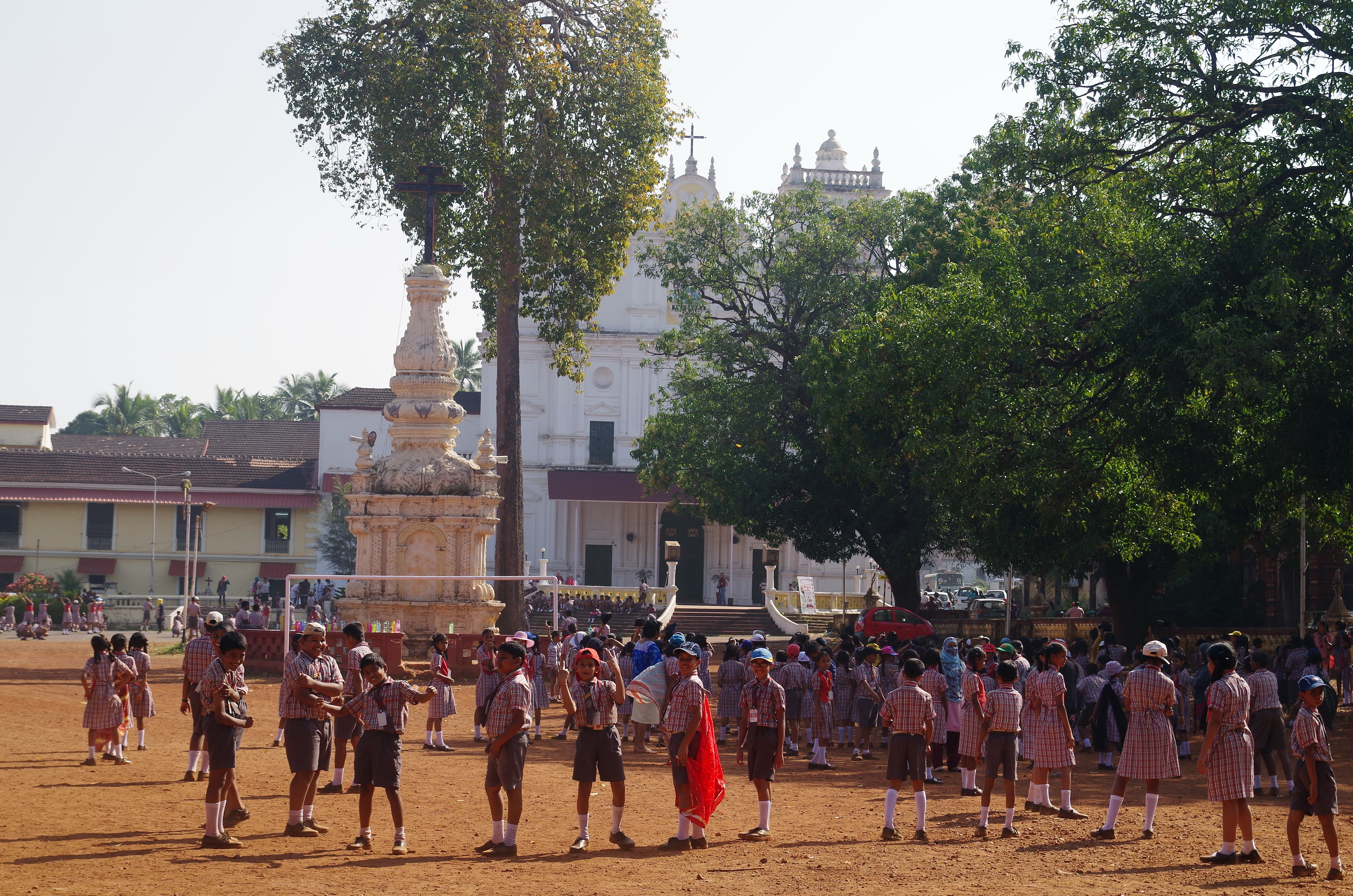
Place devant l'église avec la traditionnelle croix faisant face à l'édifice religieux